# اومري افيك
اومري افيك (بالعبرية: עמרי אפק‏) (31 مارس 1979 بكريات أونو في إسرائيل - ) هو لاعب كرة قدم إسرائيلي في مركز الدفاع. شارك مع منتخب إسرائيل تحت 21 سنة لكرة القدم ومنتخب إسرائيل لكرة القدم. أما مع النوادي، فقد لعب مع بيتار القدس وراسينغ سانتاندير ومكابي حيفا ونادي بني يهودا تل أبيب ونادي سالامانكا ونادي هبوعيل تل أبيب وHapoel Kiryat Ono F.C. ‏ وMaccabi Jaffa F.C. ‏.

## روابط خارجية
- اومري افيك على موقع الاتحاد الأوربي (الإنجليزية)
- اومري افيك على موقع قاعدة بيانات كرة القدم.إي يو (الإنجليزية)
- اومري افيك على موقع ناشيونال فوتبول تيمز (الإنجليزية)